# Handball-Bayernliga 1989/90
Die Handball-Bayernliga 1989/90 wurde unter dem Dach des „Bayerischen Handballverbandes“ (BHV) organisiert und ist die höchste Spielklasse des Landesverbandes Bayern. Die Bayernliga ist nach der Handball-Bundesliga, der 2. Bundesliga und der Handball-Regionalliga eine der vierthöchsten Spielklassen im deutschen Handball.

## Saisonverlauf
Die Handball-Bayernliga 1989/90 war die zweiunddreißigste Ausspielung der Handball-Bayernligasaison. Bayerischer Meister sowie Aufsteiger in die Regionalliga Süd war der TuS Fürstenfeldbruck. Vizemeister ohne Aufstiegsrecht wurde der TV 1877 Lauf.

### Modus
Zwölf Mannschaften spielten eine Hin- und Rückrunde um die „Bayerische Meisterschaft“ und den Aufstieg in die Regionalliga Süd. Die Plätze elf bis dreizehn waren Absteiger in die beiden Staffeln der Landesliga. Der Modus war für Männer und Frauen gleich.

## Teilnehmer und Platzierungen
Nicht mehr dabei waren die Auf- und Absteiger aus der Vorsaison. Neu dabei waren die Aufsteiger (N) aus den Landesligen. Im Verlaufe der Saison traten dreizehn Mannschaften in der Bayernliga an.

### Abschlusstabelle

Bereich des „Bayer. Handballverbandes“ (BHV)

Saison 1989/90 
|     | Mannschaft               | Spiele | Punkte |
| --- | ------------------------ | ------ | ------ |
| 1.  | TuS Fürstenfeldbruck (N) | 24     | 44:4   |
| 2.  | TV 1877 Lauf             | 24     | 34:14  |
| 3.  | BSV 1898 Bayreuth        | 24     | 34:14  |
| 4.  | SC Freising (N)          | 24     | 32:16  |
| 5.  | Bayreuther TS 1861       | 24     | 25:23  |
| 6.  | HSC Bad Neustadt         | 24     | 21:27  |
| 7.  | TSV München-Ost          | 24     | 21:27  |
| 8.  | TV Eggenfelden           | 24     | 20:28  |
| 9.  | TG 1861 Heidingsfeld (N) | 24     | 19:29  |
| 10. | TSV 1861 Zirndorf        | 24     | 18:30  |
| 11. | ETSV 09 Landshut         | 24     | 16:32  |
| 12. | TS 1887 Selb             | 24     | 15:33  |
| 13. | CSG Erlangen II (N)      | 24     | 13:35  |

### Frauen
- Der SV Bergtheim wurde Bayerischer Meister und hat sich für die Regionalliga Süd der Frauen qualifiziert.